# 纽约大学医学院
纽约大学医学院（英文全名：NYU Robert I. Grossman School of Medicine）是纽约大学的医学院。

## 历史

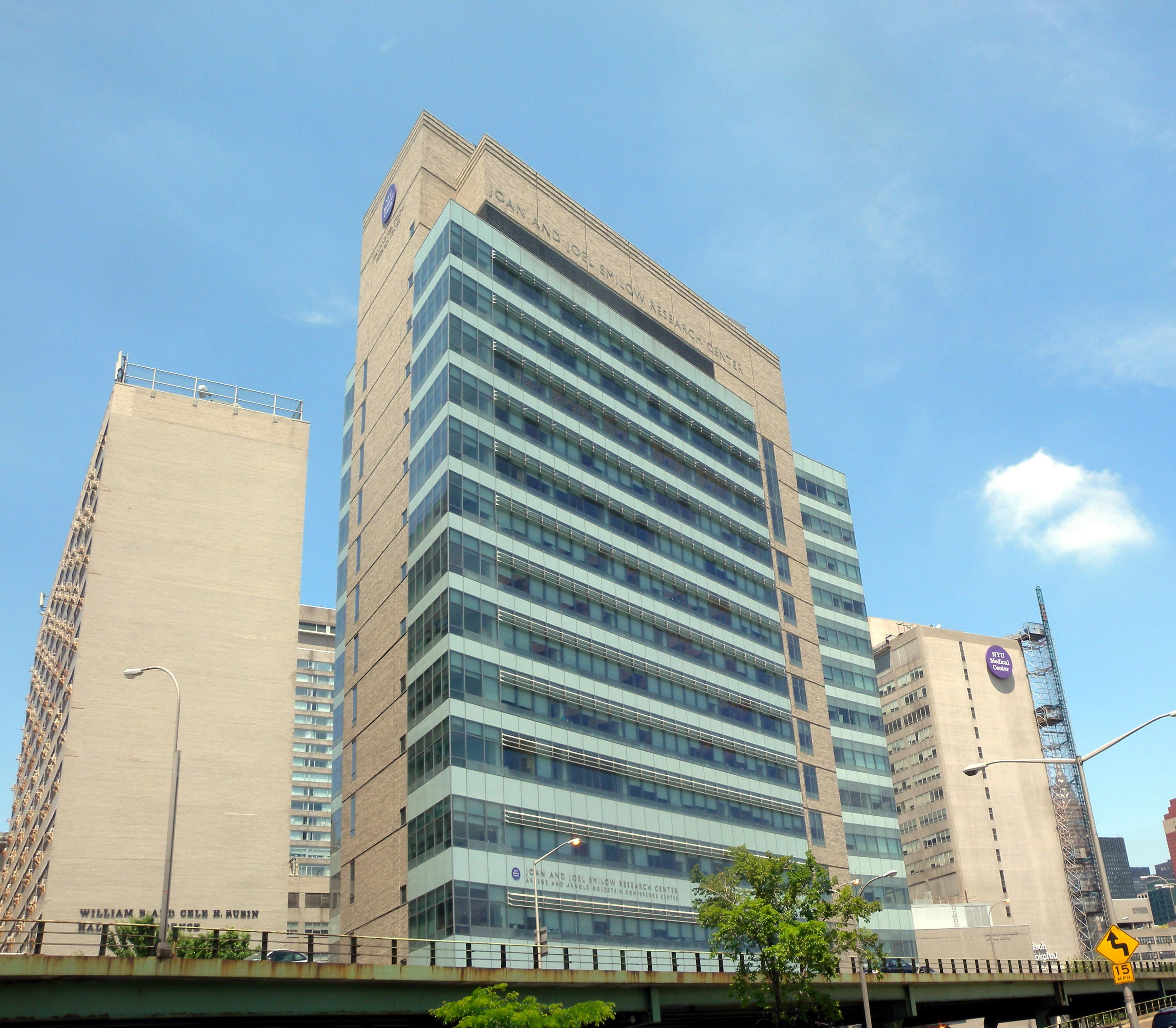
研究中心

1841年成立，最初叫大学医学院，1960年改为纽约大学医学院。2019年改名为纽约大学格罗斯曼医学院（NYU Robert I. Grossman School of Medicine）。校友朱利叶斯·阿克塞尔罗德曾获得1970年诺贝尔生理学或医学奖。

## 排名
根据《美国新闻与世界报道》报道，该校2021年排名全美医学专业第四。